# Instituto Max Planck para a História da Ciência
O Instituto Max Planck para a História da Ciência foi estabelecido em março de 1994, em Berlim. Suas investigações são dedicadas principalmente para a história das ciências, principalmente das ciências naturais, mas com perspectivas metodológicas esboçadas das ciências cognitivas e da história cultural. Todos os três departamentos do instituto visam a construção de uma "epistemologia histórica" das ciências.
O instituto é afiliado ao Instituto Max Planck e está localizado em Berlim, no bairro de Dahlem.
Fundado em 1994, o Instituto Max Planck de História da Ciência (MPIWG), em Berlim, é um dos mais de 80 institutos de investigação administrados pela Sociedade Max Planck nas áreas das ciências e humanidades. O Instituto compreende três departamentos sob a direcção de Jürgen Renn (I), Etienne Benson (II) e Dagmar Schäfer (III).  Hans-Jörg Rheinberger que dirigiu o Departamento III de 1995 a 2014, e Lorraine Daston, que dirigiu o Departamento II de 1995 a 2019, permanecem no MPIWG como eméritos. Os três directores administram o Instituto colectivamente; o cargo de director executivo é rotativo a cada dois ou três anos. Dagmar Schäfer é a Directora Executiva desde Fevereiro de 2023.
Para além dos departamentos de investigação, existem vários grupos de investigação, cada um dirigido por um chefe de grupo de investigação. São financiados por várias instituições, como a Sociedade Max Planck e o Fundo Alemão de Investigação (DFG). São independentes nos seus programas de investigação. 
Uma Escola Internacional de Investigação Max Planck "O Conhecimento e os seus Recursos: Reciprocidades Históricas" (IMPRS-KIR) foi inaugurada em Setembro de 2022. A escola de pós-graduação é um projecto conjunto do MPIWG com a Freie Universität, a Humboldt-Universität e a Technische Universität de Berlim, como parte do Centro de Berlim para a História do Conhecimento.
Desde a sua criação, o Instituto aborda as questões fundamentais da história do conhecimento desde o Neolítico até à actualidade. Os investigadores seguem uma epistemologia histórica no seu estudo do modo como novas categorias de pensamento, prova e experiência surgiram nas interacções entre as ciências e as culturas que as rodeiam.
Os projectos de investigação do Instituto abrangem todas as épocas da história da humanidade, bem como todas as culturas do norte, sul, este e oeste. Os projectos do Instituto abrangem uma série de áreas científicas, desde as origens dos sistemas de continuidade na Mesopotâmia até à neurociência actual, à história natural renascentista e às origens da mecânica quântica.
Os investigadores do Instituto exploram a evolução do significado de conceitos científicos fundamentais (por exemplo, número, força, hereditariedade, espaço), bem como a forma como os desenvolvimentos culturais moldam as práticas científicas fundamentais (por exemplo, argumento, prova, experiência, classificação). Examinam a forma como os corpos de conhecimento originalmente concebidos para resolver problemas locais específicos se universalizaram.
O trabalho dos académicos do Instituto constitui a base de uma história da ciência teoricamente orientada, que considera o pensamento científico a partir de uma variedade de perspectivas metodológicas e interdisciplinares. O Instituto baseia-se no potencial de reflexão da história da ciência para enfrentar os desafios actuais da investigação científica.

O Instituto Max Planck de História das Ciências faz parte de uma rede internacional de instituições de investigação e de investigadores em história das ciências, acolhe regularmente académicos visitantes e mantém relações estreitas de investigação com vários institutos em todo o mundo e em vários domínios.
Tradicionalmente, existem relações de trabalho estreitas com as universidades de Berlim, onde se desenvolve o Centro de Berlim para a História do Conhecimento. O Instituto é uma instituição parceira em Centros de Investigação Colaborativa ("Sonderforschungsbereiche") como o "Episteme in Motion". Os esforços de colaboração incluem a digitalização de dados históricos, o desenvolvimento de ferramentas de investigação, conferências, grupos de investigação transnacionais e projectos de livros.
O edifício do Instituto Max Planck para a História da Ciência situa-se em Berlim Dahlem, no sul de Berlim, e nas imediações de vários outros Institutos Max Planck. Historicamente, a área foi escolhida no início do século XX como local para acolher institutos de investigação de elite que, em conjunto, criariam uma "Oxford alemã".
O novo edifício do MPIWG, concebido pelo gabinete de arquitectura Dietrich & Dietrich (Estugarda), foi concluído em 2006. A rotunda de castanheiros situada no centro da propriedade determinou a forma peculiar do edifício. Os departamentos de investigação e as unidades de serviço residem em pavilhões interligados, dispostos à volta dos castanheiros e criando um pátio interior.
A biblioteca é o coração do edifício: directamente acessível a partir de todos os departamentos do Instituto, a biblioteca goza mesmo de iluminação natural, apesar da sua localização subterrânea. O historiador Andreas Schätzke escreveu sobre a arquitectura e o contexto histórico do edifício do Instituto. Este texto foi publicado num volume sobre a arquitectura do edifício da Edition Axel Menges (2010).
O Instituto Max Planck de História da Ciência é composto por três departamentos sob a direcção de Jürgen Renn (I), Etienne Benson (II) e Dagmar Schäfer (III). Além disso, existem grupos de investigação, cada um dirigido por um chefe ou coordenador de grupo de investigação júnior.
O Instituto também inclui um Grupo de Investigação em TI - especialista em humanidades digitais - e a Escola Internacional de Investigação Max Planck (IMPRS), estudantes de doutoramento e cooperações de investigação e ensino com outras instituições em todo o mundo.
O trabalho do Departamento I é dedicado à compreensão dos processos históricos de mudanças estruturais nos sistemas de conhecimento. Este objectivo inclui a reconstrução das estruturas cognitivas centrais do pensamento científico, o estudo da dependência destas estruturas da sua base experiencial e das suas condições culturais, e o estudo da interacção entre o pensamento individual e os sistemas de conhecimento institucionalizados. Este programa teórico de uma epistemologia histórica é o núcleo comum das diferentes investigações e projectos de investigação levados a cabo e planeados pelo departamento.
O Departamento I entende o seu programa de investigação de uma epistemologia histórica como contribuindo para uma história evolutiva do conhecimento, mas também para a reflexividade da ciência actual e das suas instituições. A ênfase recai sobre os macro-estudos, de modo a permitir a identificação de estruturas de grande escala de desenvolvimento do conhecimento em contextos sociais, tecnológicos e culturais. As abordagens, os métodos e os objectos de investigação provêm de um vasto leque de disciplinas, desde a história e a filosofia da ciência, da tecnologia e da arte, passando pelas ciências cognitivas e pela linguística, até à arqueologia, aos estudos do Médio Oriente, aos clássicos, à sinologia, à indologia, à sociologia, à física, à matemática, à biologia, à química e a outras ciências naturais.
O Departamento II estuda a relação entre a forma como conhecemos e a forma como vivemos em conjunto - ou seja, entre os sistemas de conhecimento, que determinam que tipos de conhecimento são valorizados, como o conhecimento é produzido e quem está autorizado a conhecer, e a vida colectiva, que engloba uma variedade de esforços para moldar as nossas vidas com os outros, incluindo, mas não se limitando, à política convencional. Os investigadores do departamento utilizam métodos históricos e etnográficos para explorar a relação entre estes domínios sobrepostos no passado e no presente.
O Departamento III estuda a história do conhecimento e da acção tendo em conta a mudança do papel dos artefactos: textos, objectos e espaços. A nossa investigação examina colectivamente os processos e as estruturas através dos quais as pessoas lidaram com a materialidade da existência. Através da análise das acções quotidianas, interrogamos os limites e as intersecções entre o funcionamento interno dos objectos e todos os domínios da vida. Em conjunto, estas abordagens permitem-nos investigar as epistemologias históricas da acção. A nossa estrutura de investigação tem três pontos de entrada: artefactos (coisas), acção (fazer), conhecimento (trabalho).
O que torna o conhecimento biomédico específico, sensível, fiável ou válido? Como é que os cientistas utilizaram efectivamente estas categorias de avaliação na prática ao longo do século XX? Estas são as questões fundamentais que o grupo de investigação Max Planck Practices of Validation in the Biomedical Sciences estuda através de métodos históricos e filosóficos.
Ao longo do século XX, a credibilidade do conhecimento biomédico tem sido cada vez mais associada a métodos de amostragem, modelação e teste de uma vasta gama de objectos de investigação, como a cancerogenecidade, a esquizofrenia ou a susceptibilidade a doenças infecciosas. Estes diversos objectivos estão ligados a pressupostos teóricos específicos e são estudados em placas de Petri, animais, doentes individuais ou populações. Para escolher entre interpretações concorrentes de testes e modelos para estes alvos biomédicos, os investigadores têm utilizado muitas práticas diferentes de "validação".
No século XX, o termo técnico validade - com uma genealogia complexa que vai da lógica e da estatística à psicologia - foi utilizado em muitas ciências. O termo designa a medida em que uma avaliação de um item capta efectivamente o que pretende captar: um teste de inteligência "válido" é, portanto, informativo sobre a inteligência. Por exemplo, as introduções à psicometria representam muitas vezes esta ideia de validade como o facto de se atingir um alvo. Ao reconstruir os fundamentos transdisciplinares da validade e ao situá-la em relação a outras categorias e métodos de avaliação, este grupo de investigação examina a forma como os resultados dos estudos e os testes de diagnóstico foram estabelecidos, avaliados e regulamentados na investigação biomédica moderna.
As lutas por um conhecimento biomédico fiável têm tido lugar entre cientistas e médicos em vários contextos disciplinares e nacionais, em agências reguladoras e de financiamento, e em resposta às expectativas do público e à tomada de decisões políticas. O principal objectivo do grupo é, portanto, historicizar a validade como uma propriedade relacional para compreender como os cientistas biomédicos calibraram os seus métodos face a vários desafios. Os projectos do Grupo de Investigação Max Planck investigam, por exemplo, a forma como a heterogeneidade dos atributos da doença foi concebida e contestada pelos investigadores clínicos ou como os efeitos do crescimento e da globalização da investigação biomédica no pós-guerra tiveram impacto nas práticas de validação. Ao seguir as reconfigurações das abordagens biomédicas à saúde e à doença humanas, bem como dos métodos utilizados para verificar a validade, exploramos a forma como os objectivos da biomedicina se formaram e se moveram através das práticas de validação.
A República Popular da China é actualmente o maior produtor mundial de artigos científicos. É a pátria de cientistas cujas descobertas e métodos inovadores, por vezes bastante controversos, fazem regularmente notícia a nível mundial, e dedica uma quantidade impressionante de dinheiro ao financiamento da investigação e das experiências de fronteira, tanto a nível nacional como internacional. Além disso, a liderança política chinesa tem, com crescente veemência nos últimos anos, formulado claramente a sua ambição de fazer da China uma potência científica de topo. Esta iniciativa representa provavelmente a utilização mais aberta da ciência e da erudição para objectivos políticos desde a competição entre blocos durante a Guerra Fria. À distância, os observadores chegam a avaliações preliminares muito diferentes destes desenvolvimentos: enquanto alguns receiam que o mundo académico global seja esmagado pela mera quantidade de "ciência chinesa", o que poderia também mudar a forma como a ciência é praticada, outros afirmam ser impossível alcançar uma verdadeira liderança científica e académica sob um regime autoritário.
Para além das reportagens sensacionalistas, este Grupo de Investigação Lise Meitner analisará de perto e de forma abrangente estes vários desenvolvimentos, com especial interesse em explorar o papel do regime político e de outras estruturas sociais como factores ambientais para a ciência e os estudos na sociedade chinesa contemporânea, na cooperação académica internacional e na ciência mundial.
Combinando as perspectivas das ciências sociais e os conhecimentos especializados em estudos de área, o Grupo de Investigação Lise Meitner "A China no Sistema Global da Ciência" proporciona um enquadramento especial para o estudo dos seguintes grandes temas e áreas de investigação
Perspectivas chinesas sobre o estatuto da ciência e das bolsas de estudo na sociedade
Isto inclui a exploração, a um nível macro, de conceptualizações da liberdade académica e da autonomia da ciência e das suas potenciais alternativas; a evolução, ligações e rupturas de narrativas e paradigmas de grandeza e realizações científicas históricas, a herança socialista/soviética e a competição de sistemas ao estilo da Guerra Fria, o modelo "tecnocrático" orientado para a reforma após 1978 e, actualmente, um cientonacionalismo aparentemente novo e único; bem como a compreensão pública da ciência e dos estudos académicos, e a função e o estatuto aparentemente crescentes da ciência e dos conhecimentos académicos em contextos micropolíticos, incluindo a governação local e a contestação pública.
Estruturas, dimensões e normas da política científica contemporânea da China
Um levantamento dos principais objectivos, elementos, prioridades e fundamentos normativos dos actuais planos políticos do governo chinês para a ciência e os estudos académicos, bem como das instituições e dos intervenientes neste domínio político; estudos dos processos e práticas políticos conexos observáveis, tanto a nível interno como na arena internacional; e, por exemplo, uma análise das fricções potencialmente envolvidas entre o ideal da "unidade da ciência" e a selecção de tópicos estratégicos de investigação nacional e o tratamento aparentemente especial das ciências sociais e humanas.
Direcção versus agência das comunidades, redes e indivíduos científicos na China e na cooperação internacional
Estudos que incluam uma avaliação do impacto da direcção política nas diferentes disciplinas, nas comunidades e nos indivíduos e suas redes; bem como uma análise da medida em que a conduta e o comportamento científicos são realmente dirigidos ou regulados, face ao espaço disponível para a iniciativa e a acção independentes, ou mesmo para contra-estratégias.
Interacções das normas e práticas científicas com valores sociais e princípios éticos na China e não só
Análises das normas, valores e princípios discerníveis na ciência e na sociedade em geral, e se um lado tem impacto ou domina o outro, e como - tanto na China a nível interno como em colaborações académicas globais.
Os membros do grupo e os associados com diversas formações disciplinares efectuarão análises qualitativas e quantitativas nestas e entre estas áreas de investigação fundamentais através de projectos individuais e de colaboração. Embora a investigação do grupo se centre principalmente no período contemporâneo e se baseie em abordagens fundamentadas nas ciências sociais, incluirá também perspectivas históricas e uma variedade de métodos inovadores. O grupo também procura tornar a sua investigação acessível e disponível para análises comparativas e aguarda com expectativa o intercâmbio com académicos que trabalham em tópicos semelhantes em diferentes períodos de tempo, contextos ou regiões do mundo.
Em 1916, Albert Einstein sugeriu pela primeira vez que seria necessário fundir a sua recém-construída teoria geral da relatividade com a emergente teoria quântica. Cem anos mais tarde, este desafio continua sem resposta e o problema da construção de uma teoria da "gravidade quântica" (como essa fusão hipotética veio a ser conhecida) tornou-se sinónimo da procura de uma teoria final e fundamental por parte dos físicos. O Grupo de Investigação Max Planck "Epistemologia Histórica do Programa da Teoria Final" reflectirá e avaliará esta busca centenária utilizando os métodos da epistemologia histórica. O objectivo explícito do grupo é realizar investigação histórica que se ligue directamente à investigação física contemporânea, fornecendo uma nova visão histórico-crítica do seu estado e perspectivas. Para este fim, o grupo trabalhará em colaboração com o Instituto Max Planck de Física Gravitacional em Potsdam-Golm.
O estudo do grupo sobre o programa da teoria final será orientado e estruturado por três investigações principais, uma das quais se debruça sobre a natureza historicamente singular do próprio programa da teoria final, e as outras duas sobre movimentos de oposição distintos que surgiram no decurso da segunda metade do século XX:
A Física Pós-Empírica. Diz-se frequentemente que a procura actual de uma teoria final, em particular sob a forma da teoria das cordas, cortou todos os contactos com a experiência. O grupo irá procurar saber não só como é que isto aconteceu, mas, mais importante ainda, como é que isto foi possível. Investigará o modo como os principais sistemas de conhecimento estabelecidos no início do século XX, a relatividade geral e a teoria quântica, foram utilizados como reservatório para a construção de novas teorias, livres de contributos empíricos, e porquê e como os físicos seguiram este caminho.
Física matemática. A presença do programa da teoria final permitiu a prática de adiar a discussão das dificuldades fundamentais da física teórica contemporânea para o futuro, quando a teoria final estará disponível para responder a essas questões. O grupo investigará como surgiu esta prática e as suas implicações para a metodologia e as normas da física teórica. Investigará ainda como a oposição a esta prática levou ao estabelecimento de novas subdisciplinas da física, lidando explicitamente com as dificuldades conceptuais (fundamentos da mecânica quântica) e formais (física matemática, em particular a teoria axiomática dos campos quânticos) não resolvidas da física teórica contemporânea.
Física AntiReducionista. A possibilidade cada vez mais aparente de que a teoria final procurada é inatingível, combinada com a grande quantidade de recursos necessários para a prossecução de uma tal teoria, levou a uma forma diferente de oposição ao programa da teoria final, recrutando-se principalmente noutros subdomínios da física que estão mais próximos da experiência e da aplicação, nomeadamente a física da matéria condensada. O grupo põe em causa toda a noção de física fundamental, substituindo-a por um conjunto anti-reducionista de descrições essencialmente independentes do mundo físico a diferentes escalas. O grupo investigará o surgimento e a ascensão desta posição na década de 1970, estudando a complexa interacção entre a política científica e os argumentos conceptuais. Investigará ainda a transferência mútua de conceitos e métodos entre a física da matéria condensada e o programa de teoria final, face à oposição ideológica e à luta cada vez mais combativa pelo financiamento.
Entre cerca de 800 e 1650, as ciências aristotélicas da alma e do corpo e a medicina galénico-avicénica espalharam-se do mundo islâmico para a Europa, para as Américas e para a Ásia Oriental. A maioria das histórias sugere que o método empírico, encapsulado nos termos "experiência" e "observação", começou mais tarde, no início do período moderno. O Grupo de Investigação Max Planck "A experiência nas ciências pré-modernas da alma e do corpo" reconsidera o pressuposto convencional de que a experiência desempenhou um papel mínimo na produção de conhecimento natural pré-moderno, estudando a experiência nas ciências relacionadas com a vida vegetal, animal e humana. O nosso objectivo é revelar os ideais e as práticas associadas à experiência pré-moderna, bem como os artefactos materiais, as condições culturais e os processos de circulação que informaram e transformaram esses ideais e práticas.
Perguntamos como é que a experiência se insere nos ricos debates epistemológicos dos actores históricos do período que estudamos. Qual foi o papel epistémico atribuído à experiência nas ciências da vida aristotélicas e na medicina galénico-avicénica que permitiu aos cientistas pré-modernos confiarem nela como método científico? Até que ponto as utilizações da experiência nestas diferentes ciências da vida convergiam ou divergiam das tradições de conhecimento locais e porquê? Qual era o fundamento epistémico da experiência: a mente ou o mundo? Como é que estes fundamentos se alteraram ou desapareceram com a mudança dos ideais disciplinares (por exemplo, das filosofias naturais para as histórias naturais), o aumento do cepticismo, as fontes não fiáveis, o humanismo e as epistemologias locais rivais?
O Grupo de TI de Investigação do Instituto Max Planck para a História da Ciência tem como objectivo fornecer uma infra-estrutura óptima para o funcionamento de recursos digitais, ferramentas e canais de publicação. A tarefa específica é desenvolver instrumentos adaptados para explorar o potencial promissor do mundo digital, tanto para a investigação como para a publicação académica.
Os membros do Research IT trabalham em todos os aspectos da investigação digital no Instituto. No âmbito de projectos de investigação individuais, são responsáveis pelos fluxos de trabalho digitais e pelo desenvolvimento de ferramentas de investigação. Esforçam-se por empregar métodos digitais de ponta na investigação em ciências humanas, assegurando simultaneamente que os resultados da investigação produzidos respeitam as melhores práticas em termos de normas, acessibilidade, facilidade de utilização e sustentabilidade. As TI de investigação colaboram com os investigadores em projectos que exigem soluções digitais não triviais e contribuem para o desenvolvimento contínuo de fluxos de trabalho e ferramentas de apoio à infra-estrutura de investigação digital do Instituto. Enquanto programadores de TI e investigadores, realizam também investigação original na área das Humanidades Digitais, de acordo com os seus domínios de especialização individuais.